# Джиз-биз
Джиз-биз — традиційне печене в азербайджанській, киргизькій, та узбецької кухнях. Страва в киргизькій (і іноді в узбецькій) кухні готується з м'яса, зазвичай баранини (ребра і інше м'ясо з кістками). У узбецької кухні зазвичай, а в азербайджанській завжди, використовуються субпродукти (печінка, легені, серце, нирки, баранячі насінники) з додаванням невеликої кількості овочів (картопля, цибуля та ін.).

## Етимологія
Киргизький слово  чиз-биз  відноситься до сімейства  звуконаслідувальних слів. В даному випадку наслідуються звуки шкварчння при смаженні. Також слово  чиз-биз  має на увазі відносну швидкість приготування цієї страви.

## Див. Також
- Куурдак